# サザンフィールド
サザンフィールドは、南野陽子がかまえていた個人事務所、芸能プロダクションである。東京都港区赤坂に所在した。

## 略歴
- 南野陽子が、デビューから1990年まで所属した事務所エスワン・カンパニーの契約切れに伴い、契約更新をせずに立ち上げた個人事務所である。
- 設立にあたって、楽曲の版権を一時的にCBS・ソニーに預けることでレコード会社のバックアップもあった。
- 音楽プロデュースはビーイングが受け持っており、ファンクラブNANNO CLUBも一時期ビーイングの関連会社BEXが運営した。
- 南野がサザンフィールドだけに所属していた期間は、1991年から1996年の6年間だった。
- 1996年から1999年までの「スイート・ベイジル」所属を経て、女優業にも本格的に力を入れるということもあり、南野は1999年にはバーニングプロダクション系列のケイダッシュへ移籍した。